# U-63 (tàu ngầm Đức) (1939)
U-63 là một tàu ngầm duyên hải  Lớp Type II thuộc phân lớp Type IIC được Hải quân Đức Quốc Xã chế tạo trước Chiến tranh Thế giới thứ hai. Những tàu ngầm Type II vốn quá nhỏ để có thể tiến hành các chiến dịch cách xa căn cứ nhà, nên lớp này chỉ đảm nhiệm vai trò tàu huấn luyện tại các trường tàu ngầm Đức. Được huy động do tình trạng thiếu hụt tàu ngầm vào đầu cuộc xung đột, U-63 đã thực hiện chuyến tuần tra duy nhất tại Bắc Hải, đánh chìm được một tàu buôn tải trọng 3.840 gross register tons (GRT) trước khi bị các tàu chiến Anh đánh chìm tại phía Nam quần đảo Shetland vào ngày 25 tháng 2, 1940.

## Thiết kế và chế tạo
Phân lớp Type IIC là một phiên bản lớn hơn của Type IIB dẫn trước. Chúng có trọng lượng choán nước 291 t (286 tấn Anh) khi nổi và 341 t (336 tấn Anh) khi lặn); tuy nhiên tải trọng tiêu chuẩn được công bố chỉ có 250 tấn Anh (254 t). Chúng có chiều dài chung 43,90 m (144 ft 0 in), lớp vỏ trong chịu áp lực dài 29,60 m (97 ft 1 in), mạn tàu rộng 4,08 m (13 ft 5 in), chiều cao 8,40 m (27 ft 7 in) và mớn nước 3,82 m (12 ft 6 in).
Chúng trang bị hai động cơ diesel MWM RS 127 S 6-xy lanh 4 thì công suất 700 mã lực mét (510 kW; 690 shp) để đi đường trường và hai động cơ/máy phát điện Siemens-Schuckert PG VV 322/36 tổng công suất 460 mã lực mét (340 kW; 450 shp) để lặn, hai trục chân vịt và hai chân vịt đường kính 0,85 m (3 ft). Các con tàu có thể lặn đến độ sâu 80–150 m (260–490 ft). Chúng đạt được tốc độ tối đa 12 kn (22 km/h) trên mặt nước và 7 kn (13 km/h) khi lặn,  với tầm hoạt động tối đa 3.800 nmi (7.000 km) khi đi tốc độ đường trường 8 kn (15 km/h), và 35–42 nmi (65–78 km) ở tốc độ 4 kn (7,4 km/h) khi lặn.
Vũ khí trang bị bao gồm ba ống phóng ngư lôi 53,3 cm (21 in) trước mũi, mang theo tổng cộng năm quả ngư lôi hoặc cho đến 12 quả thủy lôi TMA. Một pháo phòng không 2 cm (0,79 in) cũng được trang bị trên boong tàu. Thủy thủ đoàn bao gồm 25 sĩ quan và thủy thủ.
U-63 được đặt hàng vào ngày 21 tháng 7, 1937. Nó được đặt lườn tại xưởng tàu của hãng Deutsche Werke tại Kiel vào ngày 2 tháng 1, 1939, hạ thủy vào ngày 6 tháng 12, 1939, và nhập biên chế cùng Hải quân Đức Quốc Xã vào ngày 18 tháng 1, 1940 dưới quyền chỉ huy của Hạm trưởng, Trung úy Hải quân Günther Lorentz.

## Lịch sử hoạt động
U-63 được phối thuộc cùng Chi hạm đội U-boat 1 trong giai đoạn hoạt động huấn luyện cho đến ngày 1 tháng 2, 1940. Mặc dù tàu ngầm Type II chủ yếu dành cho nhiệm vụ huấn luyện, nhưng do tình trạng thiếu hụt tàu ngầm tác chiến, nên U-63 đã khởi hành từ Helgoland vào ngày 17 tháng 2 cho chuyến tuần tra duy nhất trong chiến tranh. Nó cùng năm tàu ngầm khác tham gia Chiến dịch Nordmark khi trinh sát mở đường cho các thiết giáp hạm Scharnhorst, Gneisenau, và tàu tuần dương Admiral Hipper tiến ra Bắc Hải.
Trong chuyến tuần tra này, U-63 đã đánh chìm tàu buôn Thụy Điển Santos ngoài khơi Kirkwall, quần đảo Orkney vào ngày 24 tháng 2. Sang ngày hôm sau, nó bị tàu ngầm Anh HMS Narwhal phát hiện về phía Nam quần đảo Shetland, và bị hỏa lực kết hợp ngư lôi của Narwhal và mìn sâu từ các tàu khu trục HMS Escort, HMS Inglefield và HMS Imogen đánh chìm tại tọa độ 58°40′B 00°10′T / 58,667°B 0,167°T. Một thủy thủ đã tử trận, và có 24 người sống sót bị bắt làm tù binh chiến tranh.

### Tóm tắt chiến công
U-62 đã đánh chìm một tàu buôn tải trọng 3.840 gross register tons (GRT):
| Ngày             | Tên tàu | Quốc tịch | Tải trọng | Số phận      |
| ---------------- | ------- | --------- | --------- | ------------ |
| 24 tháng 2, 1940 | Santos  | Thụy Điển | 3.840     | Bị đánh chìm |